# 生命、宇宙及萬事萬物
《生命、宇宙及萬事萬物》（英語：Life, the Universe and Everything）是著名英國科幻小說作家道格拉斯·亞當斯所著五本銀河便車指南系列科幻喜劇系列小說中的第三本。台灣時報文化、木馬文化出版時譯作《生命、宇宙及萬事萬物》、皇冠文化譯作《再見，銀河》、中國大陸四川科學出版社、上海譯文出版社譯作《生命，宇宙以及一切》。

## 故事簡介
亞瑟和福特在二百萬年前的地球停留了五年後，隨時間的渦旋回到了地球毀滅前兩天的英國板球場，並再度遇到史拉德檜。突然白色的阪裘機械人從天而降，並大肆破壞，搶走封印的鎖匙其中一部分，史拉德檜及時救走了兩人。原來史拉德檜正在進行一項拯救宇宙的工作。十萬兆年前，曾經有一個叫阪裘的星球，因為一艘太空船模型突如其來墜落到此星球，讓阪裘人發現還有除了自己以外的世界存在，阪裘人拒絕接受這件事，為了修正這個問題，阪裘人於是發動了阪裘戰爭，致力於消滅除了阪裘星以外的整個宇宙。戰敗後以宇宙法庭判決將阪裘星用慢時間罩圈住整顆星球直到宇宙的盡頭，阪球星才會解除封印，獨自存在於空無一物的宇宙。最近時間的渦旋中逃出了失落的阪裘機器人，這群阪裘機器人打算解放阪裘星，四處尋找解開封印的鎖匙，史拉德檜與亞瑟等人正努力阻止。他們最終未能阻止阪裘機器人解開封印，但重遇的崔莉恩卻揭發所有陰謀來自一部被人破壞後會自我修復的電腦，重新執行起被人破壞前的最後一個命令。